# Elaphoglossum paxense
Elaphoglossum paxense är en träjonväxtart som beskrevs av A. Rojas. Elaphoglossum paxense ingår i släktet Elaphoglossum och familjen Dryopteridaceae. Inga underarter finns listade.